# 48 pr. n. št.
48 pr. n. št. je bilo leto predjulijanskega rimskega koledarja. V rimskem svetu je bilo znano kot leto sokonzulstva Cezarja in Vacije, pa tudi kot leto 706 ab urbe condita.
Oznaka 48 pr. Kr. oz. 48 AC (Ante Christum, »pred Kristusom«), zdaj posodobljeno v 48 pr. n. št., se uporablja od srednjega veka, ko se je uveljavilo številčenje po sistemu Anno Domini.

## Dogodki
- začetek aleksandrijske vojne.
- Julij Cezar premaga Pompeja v bitki pri Farzali.

## Smrti
- 10. januar - Šuan, deseti cesar dinastije Han  (* 91 pr. n. št.)

Neznan datum
- Pompej, rimski vojskovodja in politik